# Drottninggatan

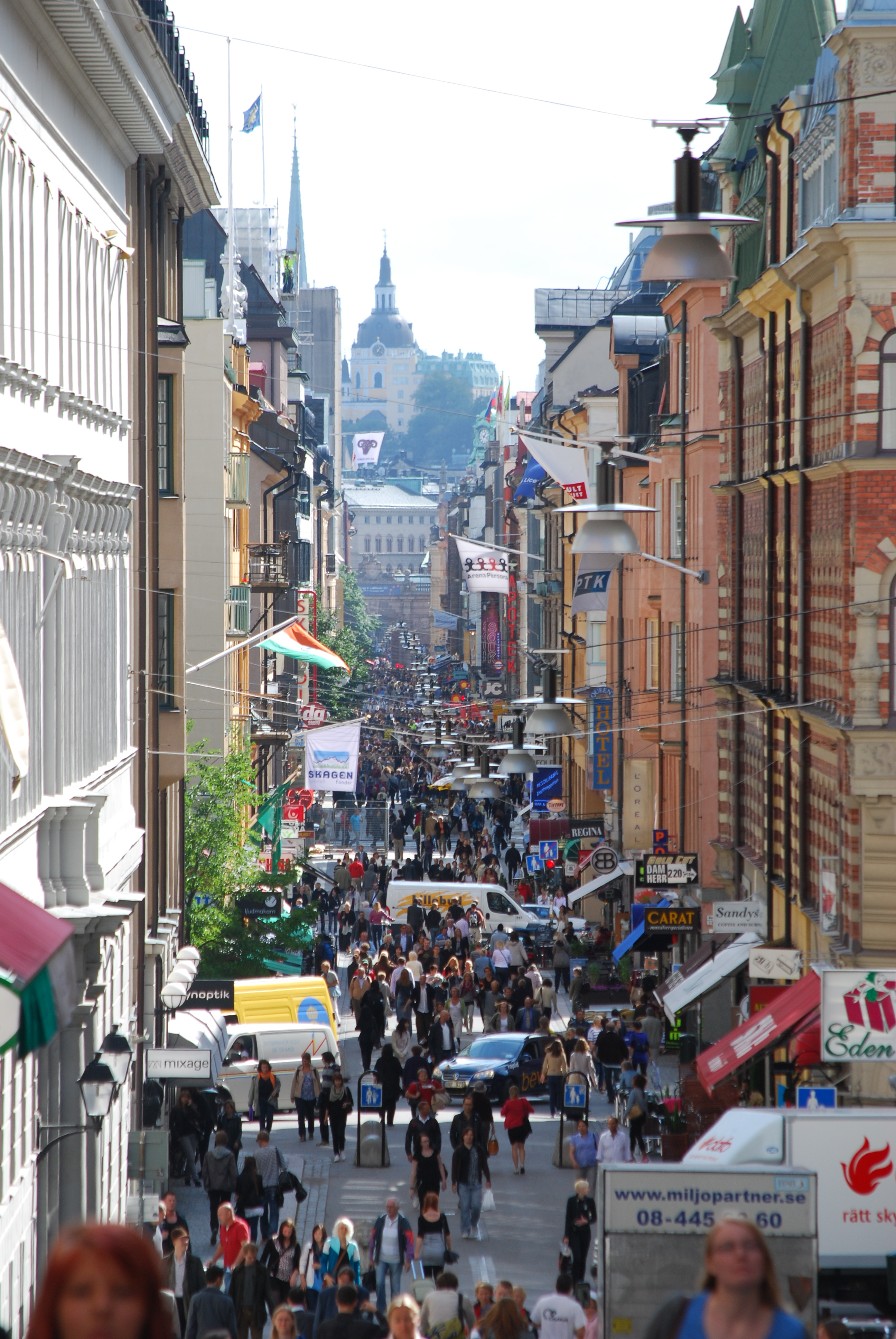
Zatłoczona ulica Drottninggatan

Drottninggatan, „Ulica Królowej” – ulica znajdująca się w stolicy Szwecji, Sztokholmie. Biegnie w kierunku północ-południe, od mostu Riksbron w Norrström, w dzielnicy Norrmalm, do Observatorielunden w dzielnicy Vasastaden. Jeden z najpopularniejszych deptaków miasta.

## Opis ulicy
Jest to główna ulica handlowa w Sztokholmie, chętnie odwiedzana przez turystów. Główna część ulicy zamknięta jest dla ruchu kołowego. Jednym z największych zlokalizowanych tutaj sklepów jest dom towarowy Åhléns City, zlokalizowany u zbiegu z Klarabergsgatan. Jednym z najbardziej interesujących miejsc jest ponadto wieża Odenplan. Na północnym krańcu Drottninggatan znajduje się zabytkowy budynek łaźni miejskiej Centralbadet z basenem, siłownią i sauną. 
Drottninggatan przebiega przez plac Sergelstorg, na którym znajdują się Kulturhuset (dom kultury), Stadsteatern (teatr miejski), główne centrum informacji turystycznej i wejście do głównej stacji metra T-Centralen.

## Historia
Ulica powstała w XVII wieku i na początku nosiła nazwę Stora Konungsgatan („Wielka Ulica Króla”). Dopiero później została przemianowana na Drottninggatan, na cześć królowej Krystyny.
11 grudnia 2010 r. pomiędzy godziną 16:50 a 17:00 w zdetonowano dwa ładunki wybuchowe w dwóch odrębnych lokalizacjach. Sprawdzą zamachu był Taimour Abdulwahab al-Abdaly, członek Al-Ka’idy. Zginął śmiercią samobójczą, detonując razem z sobą bombę. Dwie inne osoby również zostały ranne. Był to pierwszy atak samobójczy w Szwecji.

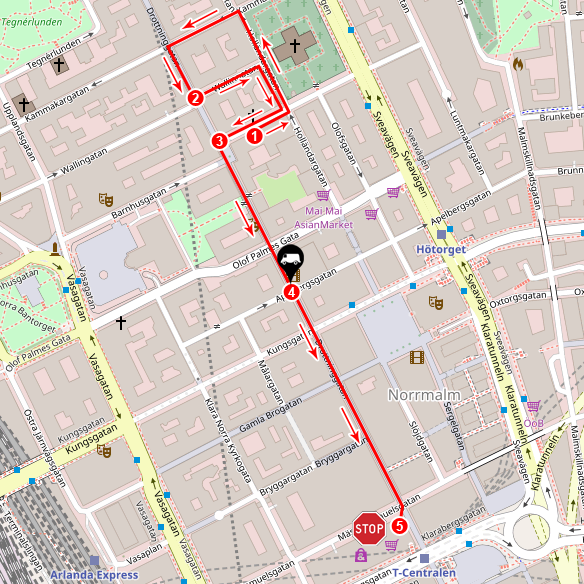
Trasa którą przejechał zamachowiec Rachman Akiłow

7 kwietnia 2017 roku na ulicy doszło do kolejnego zamachu, dokonanego przez 39-letniego Uzbeka Rachmana Akiłowa, który o godzinie 14:53 skradzioną ciężarówką wjechał w tłum ludzi oraz dom handlowy, w którym wybuchł pożar. Następnie wysiadł z pojazdu i uciekł. W zamachu zginęło 5 osób, a 8 zostało rannych. W ciężarówce była bomba, która nie wybuchła.